# Mario Hodžić
Mario Hodžić (2 marzo 1998) è un karateka montenegrino, specializzato nel kumite.

## Biografia
Ha rappresentato il Montenegro agli europei di Guadalajara 2019, vincendo la medaglia d'argento nel torneo del kumite fino a 67 chilogrammi, perdendo la finale con il francese Steven Da Costa.
Ai Giochi europei di Minsk 2019 si è aggiudicato la medaglia d'argento argento nei -67 chilogrammi, perdendo in finale con l'italiano Luca Maresca. La sua è stata l'unica medaglia vinta dal Montenegro nella manifestazione multisportiva continentale.

## Palmarès
- Europei

Budapest 2017: bronzo nei -67 kg.;
Guadalajara 2019: argento nei -67 kg.;
- Giochi europei

Minsk 2019: argento nei -67 kg.;